# Ferrières (Belgio)
Ferrières (in vallone Ferire) è un comune belga di 4 505 abitanti, situato nella provincia vallona di Liegi.